# Joe Orlando
Joe Orlando (född 4 april 1927, i Bari, Italien, död den 23 december 1998, i Manhattan), var en amerikansk illustratör, och serieskapare. I början av 1950-talet tecknade han serier för EC Comics ända tills förlaget gick i konkurs på grund av Fredric Werthams kampanj mot våldsamma serier. Därefter arbetade han bl.a. för Marvel Comics, och tecknade superhjälteserier som Daredevil. Han tecknade även skämtserier för MAD Magazine. 1966 blev Orlando redaktör för DC Comics men drog sig tillbaka från DC 30 år senare för att jobba som lärare vid New Yorks School of Visual Arts. 1992 blev Orlando en av redaktörerna på tidningen MAD. När han lämnade DC Comics 1996 fortsatte han att arbeta på MAD fram till sin död. Bland de serier han var inblandad i under senare år kan nämnas DC Comics miniserie The Phantom under slutet av 1980-talet. Han assisterade även på söndagsversionen av "Fantomen" under 1990-talet efter att Sy Barry lämnat serien.